# Logonna-Daoulas

Logonna-Daoulas este o comună în departamentul Finistère, Franța. În 1 ianuarie 2022 avea o populație de 2.127 de locuitori.